# Kampar
Huyện Kampar là một huyện thuộc bang Perak của Malaysia. Huyện Kampar có dân số thời điểm năm 2010 ước tính khoảng 95402 người.